# Federação do Mali
A Federação do Mali (em francês:  Fédération du Mali) foi um país da África Ocidental formado pelas ex-colônias francesas do Senegal e da República Sudanesa (antigo Sudão Francês) e que existiu por um período de apenas dois meses em 1960. 
Fundada em 4 de abril de 1959 como um território membro da Comunidade Francesa, após negociações com a França torna-se independente em 20 de junho de 1960. Dois meses depois, em 19 de agosto, os líderes da República Sudanesa na Federação do Mali mobilizaram o exército e os líderes do Senegal na federação retaliaram mobilizando a gendarmaria (polícia nacional), o que resultou em um tenso impasse e causou o abandono da federação pelo Senegal no dia seguinte. Os oficiais da República Sudanesa resistiram a essa dissolução, cortando relações diplomáticas com o Senegal, e desafiadoramente alterando o nome do seu país para Mali. Durante a breve existência da Federação do Mali, o primeiro-ministro foi Modibo Keïta e a capital federal foi a cidade senegalesa de Dakar.

## Antecedentes
Após a Segunda Guerra Mundial, as colônias da África Ocidental Francesa começaram a exercer significativa pressão sobre a metrópole no sentido de uma maior autodeterminação e de uma redefinição de suas relações com a França. Após a Crise de Maio de 1958, foi dada às colônias da África Ocidental Francesa a oportunidade de votarem pela independência imediata ou pelo ingresso em uma nova Comunidade Francesa (um arranjo que garantiria às colônias alguma autonomia, porém sem o rompimento dos laços com a França). Apenas a Guiné optou pela independência completa; as demais colônias votaram pela adesão à Comunidade Francesa.
No referendo de 1958, dois grandes partidos políticos dividiram os países da África Ocidental: a Assembleia Democrática Africana (em francês: Rassemblement Démocratique Africain, RDA) e o Partido do Reagrupamento Africano (em francês: Parti du Regroupement Africain, PRA). Os dois grupos regionais discutiam entre si acerca de questões como a independência e a extensão dos laços com a França. O RDA era o partido governista na Costa do Marfim, no Sudão Francês e na Guiné, enquanto que o PRA era o principal partido governista no Senegal, além de deter maiorias consideráveis em outros países. Os dois partidos também eram parte dos governos de coalizão no Alto Volta, no Níger e em Daomé. A votação de 1958 revelou uma série de divisões internas em ambos os partidos. O RDA realizou um congresso em 15 de novembro de 1958 para discutir os resultados eleitorais recentes. Nele, a divisão ficou clara, com Modibo Keïta do Sudão Francês e Doudou Gueye do Senegal defendendo primeiramente a federação (uma federação que abrangeria a França e as colônias em um sistema unificado) e Félix Houphouët-Boigny da Costa do Marfim descartando a proposta. O impasse resultante foi tão grave que a reunião oficialmente nunca aconteceu.

## Formação

Colônias da África Ocidental Francesa.

No final de novembro de 1958, Sudão Francês, Senegal, Alto Volta e Daomé declararam conjuntamente a intenção de aderir à Comunidade Francesa e formar uma federação que uniria as quatro colônias. O Sudão Francês e o Senegal, apesar de divisões de longa data entre os principais partidos políticos, foram os propulsores mais entusiasmados pela federação, enquanto que o Daomé e o Alto Volta eram mais hesitantes em seu desejo de se juntar à federação. O Sudão Francês convocou representantes de cada um dos quatro países (e da Mauritânia, na qualidade de observador) para Bamako, entre 28 e 30 de dezembro para discutir a formação da federação. O Sudão Francês e o Senegal lideraram o Congresso com Modibo Keïta nomeado o presidente da reunião e Léopold Sédar Senghor sendo o líder-chave em muitas questões, incluindo a criação do nome "Federação do Mali" para a união proposta. Apesar de Alto Volta e Daomé terem declarado apoio formal à federação, tendo o Alto Volta até mesmo aprovado a Constituição da Federação do Mali em 28 de janeiro de 1959, a pressão política da França e da Costa do Marfim (que opuseram-se à federação por razões diferentes) resultou na não-ratificação de uma Constituição que os incluo-se dentro da federação. Consequentemente, apenas as colônias do Sudão Francês (nesta altura chamada República Sudanesa) e do Senegal estavam engajadas nas discussões sobre a formação da federação em 1959.
As eleições de março de 1959 cimentaram, tanto no Sudão Francês quanto em Senegal, o poder de partidos políticos que defendiam a formação de uma federação. A União Sudanesa - Assembleia Democrática Africana (Union Soudanaise-Rassemblement Démocratique Africain, US-RDA) de Keïta conquistou 76% dos votos e todos os assentos na assembleia territorial do Sudão Francês, e a União Progressista Senegalesa (Union Progressiste Sénégalaise, UPS) de Senghor conquistou 81% dos votos e todos os assentos na assembleia territorial do Senegal. Apesar de Senghor ter ganho as eleições por uma grande margem, alguns conservadores islâmicos marabutos apoiaram a candidatura de Cheikh Tidjane Sy. Este desafio para o UPS foi uma pequena demonstração da fraqueza da base política interna de Senghor e exigiu um complexo sistema de alianças com vários grupos domésticos, as quais adquiririam importância como o progresso da federação. Sy foi preso no dia da eleição, em decorrência de um pequeno tumulto realizado por seu partido.
Após as eleições, as assembleias do Senegal e Sudão Francês aprovaram a federação, dando início ao processo de construção de um sistema político para unir as duas colônias. Isto envolveu três projetos políticos que tinham o princípio da paridade (mesma representação para as duas colônias) consagrado em cada um: um governo federal, movimentos sociais unificados (um movimento operário e um movimento da juventude), e um partido político comum para ambos os países. O governo federal era composto por uma assembleia com 20 membros de cada colônia (40 assentos no total), um presidente (a ser eleito conjuntamente em agosto de 1960), e seis ministros federais (sendo 3 de cada colônia). Até o presidente ser eleito, o cargo de primeiro-ministro da Federação do Mali seria exercido por Keïta e o de vice-primeiro-ministro, que também era encarregado pelas forças armadas, por Mamadou Dia do Senegal. Todavia, em consonância ao princípio da paridade, qualquer iniciativa legislativa necessitava da assinatura do primeiro-ministro (e, após as eleições, do presidente) e do ministro responsável pelo tema. As colônias passaram a compartilhar os impostos de importação e de exportação arrecadados no porto de Dakar entre si. Esta partilha foi especialmente vantajosa para o Sudão Francês, que teve quase um terço do seu orçamento de 1959 proveniente destes impostos.
Ao mesmo tempo, a Federação do Mali procurou criar organizações sociais unificadas, o que facilitaria a união entre os países. Isso envolveu a criação de movimentos sindicais e juvenis, que iriam operar nos níveis federal e nacional, e um partido político unificado. O partido político era o principal projeto, tendo os dois partido majoritários de ambas as colônias se unido para formarem o Partido da Federação Africana (Parti de la Fédération Africaine, PFA). O PFA foi organizado separadamente do governo federal, mas com muitos dos membros e líderes deste. Senghor foi o presidente do partido e Keïta foi o secretário-geral; devido à influência regional do partido, Djibo Bakary do Níger e Émile Derlin Zinsou do Daomé foram nomeados vice-presidentes do partido. Tal como articulado no primeiro congresso do PFA em julho de 1959 por Senghor, o partido seria o único partido político no país, objetivando unir os diferentes grupos étnicos do território.
Em dezembro de 1959, a França e a Federação do Mali deram início às negociações sobre a independência e soberania da federação. Estas negociações formalmente começaram quando o presidente francês Charles de Gaulle visitou Bamako em 13 de dezembro de 1959 e duraram até março de 1960. Embora os franceses tivessem resistido anteriormente à federação, quando os dois países demonstraram o desejo de permanecerem na Comunidade Francesa e na Zona do Franco, e afirmaram que iriam manter as bases militares francesas em seus territórios, a França demonstrou apoio. As negociações acordaram o dia 20 junho de 1960 como a data formal para a independência da Federação do Mali.
- Léopold Sédar Senghor do Senegal
- Modibo Keïta do MaliModibo Keïta do Mali
- Mamadou Dia do Senegal
- Charles de Gaulle da França

## Tensões políticas e dissolução
As tensões surgiram rapidamente dentro da Federação do Mali já durante o planejamento para a implantação da federação, em 1959 e início de 1960. Ao contrário do que verificava-se entre outras áreas da África Ocidental Francesa, Sudão Francês e Senegal não apresentavam um significativo movimento migratório ou intercultural durante o período colonial (apesar de terem sido ligados entre si pela política econômica francesa e unidos por uma estrada de ferro). Porém, mais grave do que as diferenças étnicas ou linguísticas foram os resultados do projeto da federação. O princípio da paridade permitiu que os dois países se unissem sem medo de perderem a sua soberania mas, concomitantemente, ele também resultou em desdobramentos como a transferência de disputas políticas de uma país para o outro. Da mesma forma, o Partido da Federação Africana tentou combinar dois partidos políticos que estavam em situações muito diferentes, com a US-RDA do Sudão Francês tendo alcançado o domínio político, enquanto que o UPS do Senegal necessitava de um arranjo elaborado e complexo de alianças, a fim de manter a autoridade. Além disso, alguns dos aspectos mantidos vagos nas primeiras discussões tornaram-se questões-chave do debate entre os líderes políticos do Senegal e Sudão Francês, tais como as forças armadas, o desenvolvimento de uma burocracia nativa, o papel do governo federal, e a relação precisa com a França. Finalmente, as diferentes visões acerca do rumo a ser tomado pelo país recém-criado eram de difícil mediação no contexto da Guerra Fria: Keïta, após a dissolução da federação, afirmou que ele buscou o socialismo, enquanto Senghor defendeu uma agenda pró-capitalismo.
As discordâncias permaneceram administráveis até abril de 1960, quando as negociações com a França para o reconhecimento da independência chegam ao fim. O Sudão Francês começou a repelir a ideia de um único executivo federal independente e com autoridade significativa, enquanto que o Senegal preferiu manter o princípio de paridade, uma vez que ele tinha sido desenvolvido em 1959 e restringia o poder de qualquer presidente. Quando um congresso do PFA convocado para decidir a questão terminou em um impasse, os membros do partido de fora da federação foram chamados para a mediação; estes recomendaram a criação de um único executivo a ser nomeado por um número igual de representantes do Senegal e do Sudão Francês, mas também apoiaram que a tributação não seria mais amplamente compartilhada entre os dois países (uma posição-chave do Senegal). Apesar de o problema ter sido resolvido com o acordo entre ambas as partes, uma série de mal-entendidos rapidamente se seguiu. Quando o Sudão Francês tentou remover a única base militar em seu território, sua atitude foi interpretada como uma tentativa de expulsar os franceses de todo o território, o que foi visto com desconfiança tanto pelo Senegal quanto pela França.
As tensões atingiram seu ponto alto em agosto de 1960, durante a preparação para a eleição presidencial. Cheikh Tidjane Sy, que havia sido libertado da prisão e se tornado membro do partido político de Senghor, informou este de que havia sido abordado por representantes do Sudão, que expressaram uma preferência por um muçulmano para a presidência da Federação (como Sy), em vez do que um presidente católico (como Senghor). Uma investigação feita por aliados políticos de Senghor encontraram evidências de que os emissários do Sudão Francês tinham visitado o tio de Sy, ele próprio um líder político muçulmano. Na mesma época, Keïta, na posição de primeiro-ministro, começou a se reunir formalmente com muitos dos líderes políticos muçulmanos do Senegal, embora não haja nenhuma evidência de discussões que visassem minar a liderança de Senghor. Em 15 de agosto, Senghor, Dia e outros líderes políticos de Senegal começaram a discutir a retirada do Senegal da Federação. Mamadou Dia, como o encarregado pelas forças armadas, começou um levantamento da disponibilidade de várias unidades militares no caso de a situação política tornar-se hostil. Estes levantamentos feitos em várias unidades militares resultou em pânico por parte de Keïta e demais políticos sudanenses. Em 19 de agosto, com relatos de camponeses senegaleses armados na capital Dakar, Keïta exonerou Dia do Ministério da Defesa, declarou estado de emergência e mobilizou as forças armadas. Senghor e Dia conseguiram um aliado político no exército para desmobilizar os militares e, em seguida, obtiveram o apoio da gendarmaria, que cercou a residência de Keïta e os prédios do governo.
O Senegal declarou sua independência da Federação do Mali em uma sessão realizada à meia-noite do dia 20 de agosto. Houve pouca violência e as autoridades sudanesas foram enviados em um trem selado de volta para Bamako em 22 de agosto. A federação poderia ter sido aproveitável, apesar da crise, mas ao enviar Keïta e os outros de volta, um trem selado quente em agosto, em vez de um avião, levou Keïta para declarar que a ferrovia deveria ser destruída na fronteira após a viagem. As nações independentes do Senegal e da República do Mali foram reconhecidas pela maioria dos países em meados de setembro de 1960.

## Legado
Embora a Federação do Mali tenha existido formalmente em Bamako por mais um mês, a França e a maioria dos outros países reconheceram as duas colônias como países independentes e separados em 12 de setembro de 1960. A US-RDA do Sudão Francês adotou o lema "Le Mali Continue" e, em uma reunião no dia 22 de setembro, o partido decidiu mudar o nome do país para República do Mali e cortar os laços com a Comunidade Francesa.
Senghor e Keïta governaram seus países na época da cisão da Federação e por muitos anos: Senghor foi presidente do Senegal entre 1960 e 1980 e Keïta foi presidente da República do Mali entre 1960 e 1968. Senghor enfrentou alguns desafios domésticos após a independência, mas depois de uma luta armada entre seus partidários e os de apoiantes de Mamadou Dia, em 1962, ele consolida seu poder. Senghor tornou-se muito cuidadoso com os esforços de unificação após o experimento fracassado e, apesar de tentativas de criação de outras federações da África Ocidental e com os vizinhos do Senegal, Senghor teve seus esforços muitas vezes tolhidos, e só progrediram após o seu governo. Além disso, como o primeiro experimento de unificação da África faliu, a Federação do Mali serviu como uma lição para futuras tentativas de unificação em todo o continente. Keïta tornou-se mais assertivo em repelir sua ideologia, e após o colapso da federação recusou-se retomar as relações diplomáticas com o Senegal por muitos anos. Mali, sob o governo de Keïta, ainda buscava a unidade do oeste africano, mas fê-lo sob a forma de variedade de diferentes conexões internacionais. A ferrovia que ligava o Mali e o Senegal foi reaberta em 22 de junho de 1963, com Senghor e Keïta abraçando-se na fronteira entre os dois países.